# 日本ビデオ倫理協会

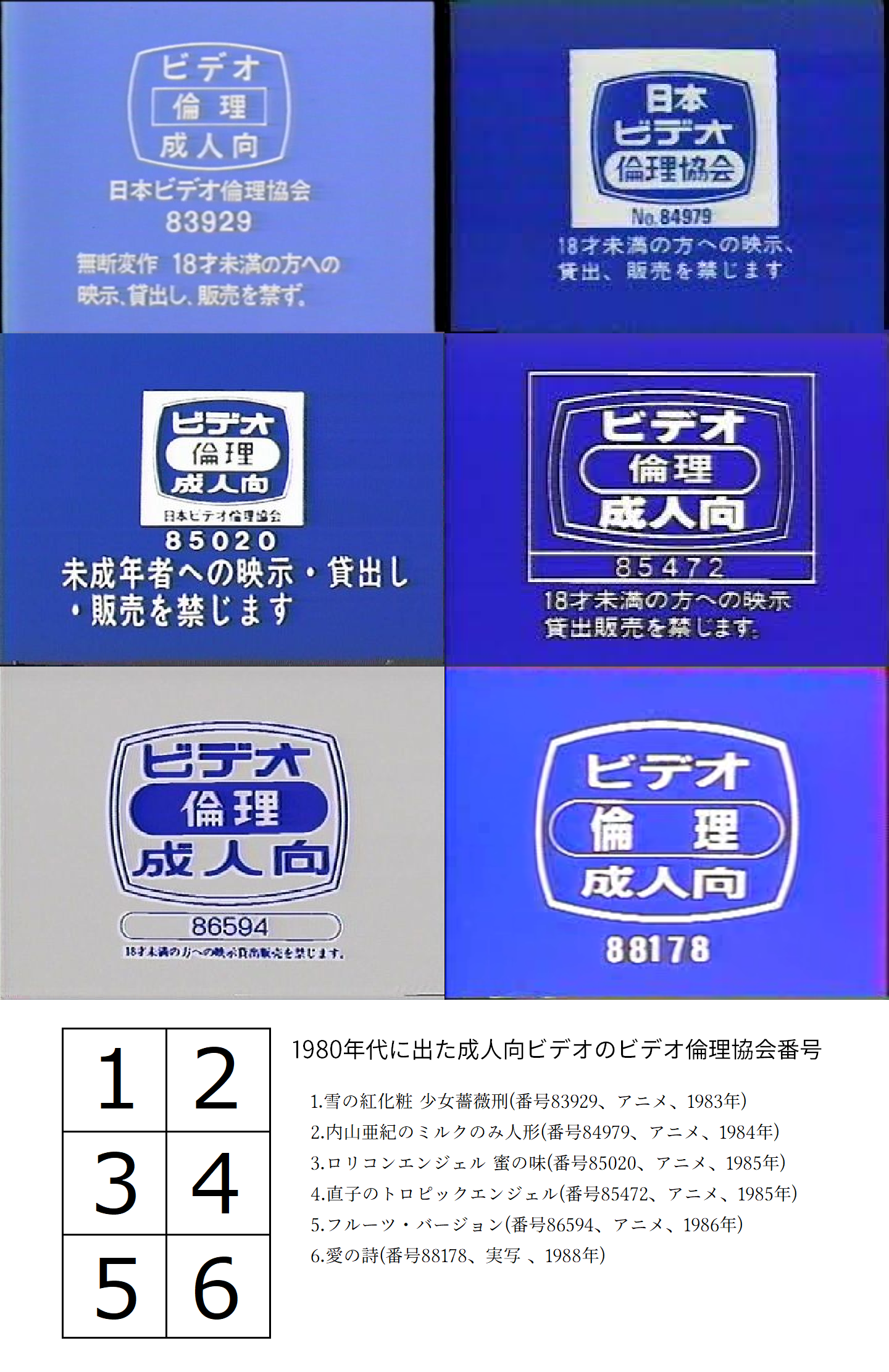
日本ビデオ倫理協会の審査済みを示すスクリーン。

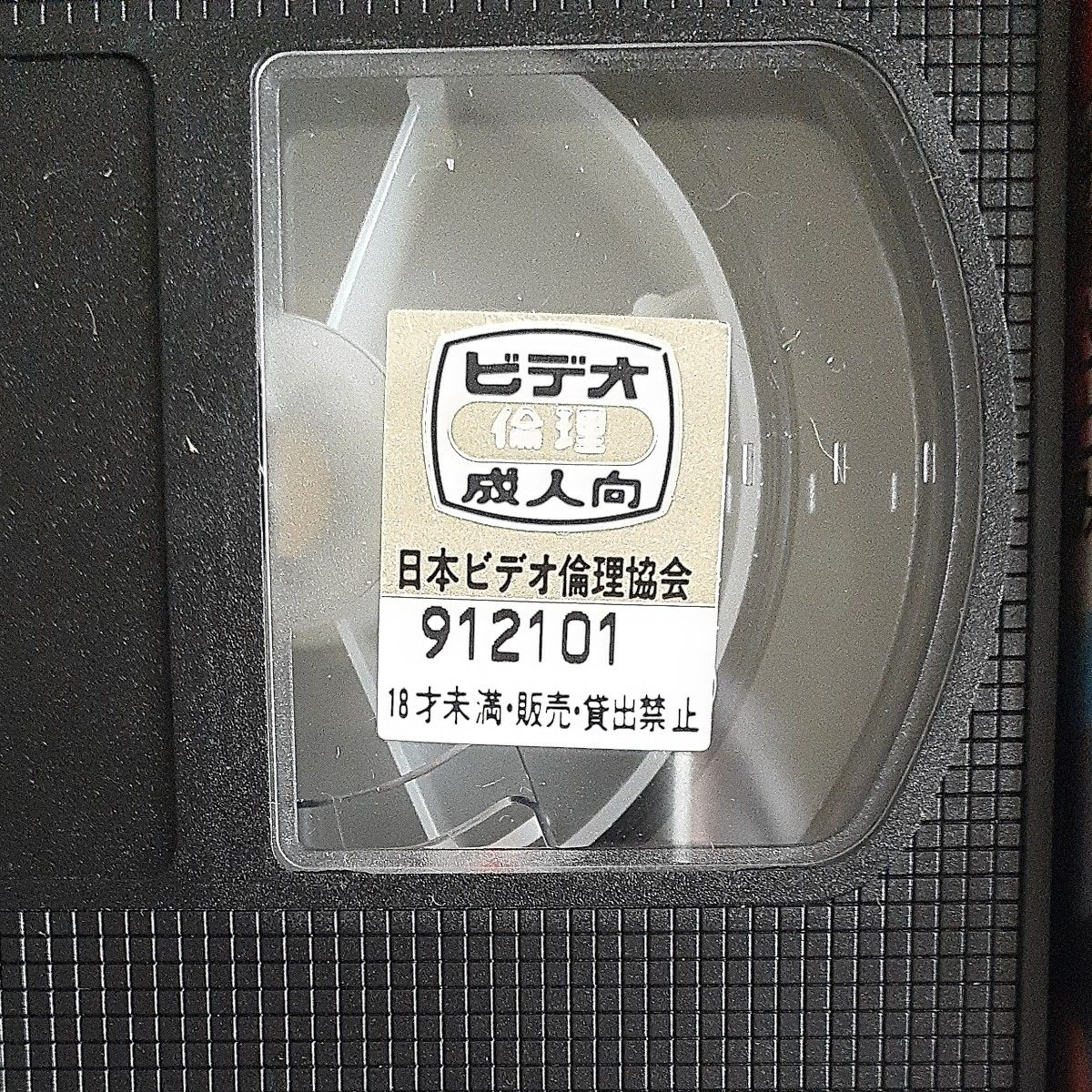
日本ビデオ倫理協会の審査済み証付けたビデオテープ。

日本ビデオ倫理協会（通称: ビデ倫、英: Nihon Ethics of Video Association、略してNEVA）は、かつて存在した日本のアダルトビデオの制作会社で構成する会員制の自主審査組織で、法人格を有しない任意団体である。

## 沿革

### 摘発増加を背景に発足
1960年代後半以降、業務用ビデオの普及によって、性表現を取り入れたビデオ作品が制作されるようになった。
1970年代初頭に、警察による摘発が相次いだことをきっかけに、1972年2月、当時の主要メーカーだった東映ビデオ、日活、日本ビコッテの3社が、映倫管理委員会（映倫）の審査基準を準用して作品の自主審査を行う成人ビデオ倫理自主規制懇談会を発足させた。
その後、1975年から1976年にかけて、ベータマックス・VHS方式のビデオが相次いで発売され、家庭向けのビデオ市場が急拡大したのに伴い、1977年1月に名称を「日本ビデオ倫理協会」と変更し、定款や規約、審査体制を整備して他メーカーにも広く門戸を開いた。
1982年末に、ビデオレンタルシステムが確立するが、同時期に無審査メーカーに対する摘発が相次いだことから、レンタルビデオ業界ではビデ倫加盟メーカー以外のアダルトビデオを取り扱わない傾向が強まり、加盟メーカーの数が急増した。

### 業界の足並み揃わず迷走
1990年代前半、写真集や週刊誌などでヘアヌードが解禁されると、加盟各社より、陰毛規制を緩めるよう要望が出たが、ビデ倫はこれに反対し、結果としてインディーズメーカーの台頭を許した。
審査基準の異なる自主規制団体が複数存在する事態となり、その後の業界再編に少なくない影響を与えた。
2006年4月より、経済産業省の指導により映倫管理委員会（映倫）、コンピュータソフトウェア倫理機構（ソフ倫）、コンピュータエンターテインメント協会（CESA）、コンピュータエンターテインメントレーティング機構（CERO）、日本アミューズメントマシン工業協会（JAMMA）と共に映像コンテンツ倫理連絡会議（仮称）において、審査基準・表示の一本化を協議することが決定している。
2007年8月23日、アダルトDVDの審査が不十分だとして、警視庁保安課による家宅捜索を受け、資料を押収された。モザイク処理の薄いDVD（後述）の販売を幇助した容疑によるもので、同組織にとって初の警察による強制捜査となった。2008年3月1日、ビデ倫の審査部統括部長とビデオ制作会社社長がわいせつ図画頒布幇助の容疑で逮捕された。
この事件の影響で2008年6月限りで作品の審査業務を終了、過去に審査した作品の管理に専念することが決定した。
2008年6月25日、ビデ倫加盟メーカーが新たに設立した新団体「日本映像倫理審査機構」（日映審）は、同年7月より2006年にビデ倫、コンテンツ・ソフト協同組合（CSA）、日本映像ソフト制作・販売倫理機構（制販倫）の合意のもと設立、従来CSA作品の審査を行っていた「審査センター」に審査業務を委託することが発表された。日映審加盟メーカーは約40社、毎月700〜800本程度の作品が審査対象となる。
その後、日映審は2010年12月にコンテンツ・ソフト協同組合（CSA）の内部組織・メディア倫理委員会（メディ倫）と合流して新組織・映像倫理機構（映像倫）となり、映像倫に一切の組織と業務を譲渡して解散した。

## 活動
発足以来、審査組織を年々拡充し、学識経験者による評議員会を設けたり、警察庁出身者を事務局に採用したりするなどして、アダルトビデオ業界に対する公権力の介入を最小限に抑える役割を果たした。このため、「警察庁関係者の主要な天下り先となっているのではないか」という指摘がある。2007年8月23日の家宅捜索は警察庁出身者を締め出したことから行われたと言われている。
また、関連団体として、ビデ倫加盟メーカーが制作した作品の海賊版の排除を目的としたビデオ倫理監視委員会があり、店舗に対する訪問調査を行い、海賊版の摘発の他、猥褻物にあたる恐れのあるビデオ・DVD（裏ビデオ・薄消し等）の貸し出しおよび販売、自動販売機による販売、18歳未満への貸し出し・販売等について是正を指導している。
一方で、ビデ倫の運営が旧来のメーカー主体であることや、作品の審査基準が不明確で、時代に適合していないなどの不満は業界内に根強く、1980年代後半より別の自主審査組織を設立する動きがいくつかあり、1996年には、ソフト・オン・デマンドなどのインディーズ系アダルトビデオメーカーが主体となって、メディア倫理協会（現・コンテンツ・ソフト協同組合）が設立された。その後も別の審査団体を設立する動きが相次ぎ、ビデ倫の存在感は年々低下しているのが実情であった。
2005年にはセル市場のみならず、ビデ倫加盟メーカーの牙城ともいえるレンタル市場でも、インディーズ系メーカーが優位に立つに至り、遅ればせながらビデ倫でも、局部に沿ったモザイク処理（いわゆる「デジタルモザイク」）（2004年10月）やヘア（陰毛）・アナル（肛門）の露出（2006年8月審査タイトルより）を解禁するなど、基準の見直しが行われていた。
なお、DVDについては、コンピュータソフトウェア倫理機構（ソフ倫）でも審査を行っており、審査基準は両団体で多少異なる（最も大きな違いは、ビデ倫では一度市場に出たインディーズ作品はモザイク等の修正を行っても審査対象としないのに対して、ソフ倫は審査対象とする）ものの、相互に審査結果を尊重する旨の覚書を交わしているため、両団体で審査を受けた作品は市場では同等の扱いを受ける。また、CS放送成人番組倫理委員会（CS成倫）との間でも同様の覚書を交わしている。